# Burajevói járás
A Burajevói járás (oroszul Бураевский район, baskír nyelven Борай районы) Oroszország egyik járása a Baskír Köztársaságban.

## Népesség
- 1970-ben 47 293 lakosa volt, melyből 29 381 baskír (62,1%), 12 332 tatár (26,1%).
- 1989-ben 29 728 lakosa volt, melyből 11 738 baskír (39,5%), 15 102 tatár (59,8%).
- 2002-ben 28 320 lakosa volt, melyből 23 045 baskír (81,37%), 2 689 tatár (9,5%), 1 472 udmurt, 512 orosz (1,81%), 494 mari.
- 2010-ben 25 154 lakosa volt, melyből 17 401 baskír (69,5%), 5 458 tatár (21,8%), 1 071 udmurt (4,3%), 538 orosz (2,1%), 452 mari, 22 ukrán, 10 csuvas, 1 fehérorosz, 1 mordvin.

| Lakosok száma | 58 117 | 47 896 | 29 728 | 26 719 | 25 154 | 24 449 | 23 437 | 22 561 | 21 892 | 21 828 |
|               | 1939   | 1970   | 1989   | 2008   | 2010   | 2012   | 2014   | 2016   | 2018   | 2021   |